# 李秋平
李秋平（1959年10月31日—），出生于上海，中国职业篮球教练和前职业篮球运动员，是中国CBA执教时间最长的主教练，2009年11月从上海大鲨鱼卸任，曾任新疆广汇飞虎篮球俱乐部主教练，2018年再次回归上海大鲨鱼。由于在场上优秀的临场指挥能力而被冠以「小诸葛」的美名。2020年上海大鲨鱼成績不佳，李秋平再次卸任上海大鲨鱼主教練。

## 球员生涯
1978年，李秋平入选国家青年队并参加亚洲青年锦标赛。1982年首次入选国家队，随队参加了亚运会和世界篮球锦标赛，在地方队李秋平一直担任上海男篮的队长直到1989年退役，期间曾带领球队赢得过全国比赛的冠军。

## 执教生涯
1990年－1992年，李秋平出任上海女篮主教练，1993年担任上海青年男篮主教练。
1994年开始担任上海大鲨鱼队主教练，是CBA联赛执教一支球队时间最长的主教练。培养出了姚明、刘炜这样的中国男篮主力球员，尤其是姚明日后逐渐成为了NBA球星。1996-97赛季带领球队从乙级联赛中游球队升入甲A联赛，1999-2000赛季开始姚明逐渐开始统治CBA内线，在李秋平的带领下球队取得了1999-2000赛季和2000-01赛季的CBA联赛亚军，并且在2001-02赛季总决赛上掀翻此前的六连冠霸主八一火箭队成为CBA联赛的第二支总冠军球队，他也在这三个赛季中连续得到了CBA优秀教练称号，这也是李秋平执教生涯最辉煌的时刻。2001年他还带领上海男篮夺得了全国九运会的亚军。
大鲨鱼队主力中锋「小巨人」姚明加盟NBA后，上海队陷入了一个后姚明时期的成绩低谷，多个赛季未有好的表现。直到2006-07赛季，球队在李秋平的带领下自2001-02赛季后首次成功打入季后赛。 2009年11月，李秋平离开上海大鲨鱼队，翌年前往NBA克利夫兰骑士队学习。由于骑士内部原因， 2010年10月23日，李秋平加盟达拉斯小牛队，参与小牛队2010—2011赛季常规赛及季后赛的管理层工作。
2014年-2015年， 李秋平执教青岛双星男篮。
2015年5月，李秋平开始执教新疆飞虎队。2016年新疆队在2015-16年中国男子篮球职业联赛中获得第三名。2017年4月，新疆喀什古城队最终以4:0战胜广东东莞银行队夺得2016-17年中国男子篮球职业联赛总冠军，这是新疆队首次CBA夺冠，成为CBA历史上第六支总冠军球队。他也成为CBA历史上第一位率领两支不同球队夺冠的教练。
2018年5月25日，上海大鲨鱼宣布李秋平回归，即日起担任上海男篮总教练兼一队主教练。
2020年上海大鲨鱼成績不佳，李秋平再次卸任上海大鲨鱼一線隊主教練，並转任俱乐部总教练，負責球隊後備力量和青少年球員培養。

## 名人琐事
- 2000年，上海李秋平篮球俱乐部正式成立。2004年5月，俱乐部在河南省濮阳市成立训练基地。
- 2002年1月，李秋平的妻子张珏因患癌症不幸去世，他育有一个女儿[7]。